# Balkan Cup 1932
De Balkan Cup 1932 was de 3e editie van dit voetbaltoernooi. Het toernooi werd gespeeld tussen 26 juni en 3 juli 1932 . Er waren vier deelnemers. Bulgarije werd kampioen.

## Eindstand
| Team        | Gsp | W | G | V | DV | DT | DS  | Ptn |
| ----------- | --- | - | - | - | -- | -- | --- | --- |
| Bulgarije   | 3   | 3 | 0 | 0 | 7  | 2  | +5  | 6   |
| Joegoslavië | 3   | 2 | 0 | 1 | 12 | 5  | +7  | 4   |
| Roemenië    | 3   | 1 | 0 | 2 | 4  | 5  | –1  | 2   |
| Griekenland | 3   | 0 | 0 | 3 | 1  | 12 | –11 | 0   |

## Wedstrijden
|                                                   |                      |       |          |                                                                              |
| 26 juni 1932 «onderlinge duels» 15:30 uur (UTC+1) | Bulgarije            | 2 – 0 | Roemenië | Stadion BSK, Belgrado Toeschouwers: 5.000 Scheidsrechter: Mika Popović (YUG) |
| 26 juni 1932 «onderlinge duels» 15:30 uur (UTC+1) | Asen Peshev 65', 89' |       |          | Stadion BSK, Belgrado Toeschouwers: 5.000 Scheidsrechter: Mika Popović (YUG) |

|                                                   | |       |                 |                                                                                |
| 26 juni 1932 «onderlinge duels» 17:30 uur (UTC+1) | Joegoslavië | 7 – 1 | Griekenland     | Stadion BSK, Belgrado Toeschouwers: 10.000 Scheidsrechter: Denis Xifando (ROU) |
| 26 juni 1932 «onderlinge duels» 17:30 uur (UTC+1) | Aleksandar Tirnanić 5' Svetislav Glišović 15' Dobrivoje Zečević 26', 84' Aleksandar Živković 51' (pen.), pen.' Đorđe Vujadinović 80' |       | 4' Nikos Kitsos | Stadion BSK, Belgrado Toeschouwers: 10.000 Scheidsrechter: Denis Xifando (ROU) |

|                                                   |             |                                                           |          |                                                                                  |
| 28 juni 1932 «onderlinge duels» 17:30 uur (UTC+1) | Griekenland | 0 – 3                                                     | Roemenië | Stadion BSK, Belgrado Toeschouwers: 2.500 Scheidsrechter: Stefan Chumpalov (BUL) |
| 28 juni 1932 «onderlinge duels» 17:30 uur (UTC+1) |             | 6' Gheorghe Ciolac 9' Alexandru Schwartz 16' Iuliu Bodola |          | Stadion BSK, Belgrado Toeschouwers: 2.500 Scheidsrechter: Stefan Chumpalov (BUL) |

|                                                   |                      |       |          |                                                                              |
| 26 juni 1932 «onderlinge duels» 15:30 uur (UTC+1) | Bulgarije            | 2 – 0 | Roemenië | Stadion BSK, Belgrado Toeschouwers: 5.000 Scheidsrechter: Mika Popović (YUG) |
| 26 juni 1932 «onderlinge duels» 15:30 uur (UTC+1) | Asen Peshev 65', 89' |       |          | Stadion BSK, Belgrado Toeschouwers: 5.000 Scheidsrechter: Mika Popović (YUG) |

|                                                   |                              |       |                                                         |                                                                                     |
| 30 juni 1932 «onderlinge duels» 17:30 uur (UTC+1) | Joegoslavië                  | 2 – 3 | Bulgarije                                               | Stadion BSK, Belgrado Toeschouwers: 6.000 Scheidsrechter: Stavros Hatzopoulos (GRE) |
| 30 juni 1932 «onderlinge duels» 17:30 uur (UTC+1) | Aleksandar Živković 84', 89' |       | 4' Liubomir Angelov 35' Asen Panchev 47' Mihail Lozanov | Stadion BSK, Belgrado Toeschouwers: 6.000 Scheidsrechter: Stavros Hatzopoulos (GRE) |

|                                                  |                                      |       |             |                                                                              |
| 2 juli 1932 «onderlinge duels» 17:30 uur (UTC+1) | Bulgarije                            | 2 – 0 | Griekenland | Stadion BSK, Belgrado Toeschouwers: 3.500 Scheidsrechter: Radu Istrate (ROU) |
| 2 juli 1932 «onderlinge duels» 17:30 uur (UTC+1) | Asen Peshev 62' Liubomir Angelov 85' |       |             | Stadion BSK, Belgrado Toeschouwers: 3.500 Scheidsrechter: Radu Istrate (ROU) |